# Landing Craft Infantry
Le LCI o Landing Craft Infantry sono delle imbarcazioni per il trasporto truppe, costruite in 923 esemplari tra il 1942 e il 1945 per la US Navy e la Royal Navy.

## Modelli
Furono due i modelli di mezzi navali, L (large) e S (small), specializzati nel mettere a terra squadre di fanteria, con una capacità di 210 uomini per il primo modello, e la metà per quello ridotto. 
Il modello (S) aveva lo scafo in legno e pannelli corazzati da 6,4 mm per la protezione del personale; essi vennero sviluppati come concetto dagli inglesi, ma per quello che riguarda il tipo L vennero prodotti dagli USA, a partire dal 1942.

## Costruzione e diffusione
Delle 923 LCI costruite in dieci cantieri americani, 211 vennero cedute (in base al Lend-Lease Act) al Regno Unito e 25, nel 1945, all'Unione Sovietica.
La maggior parte delle LCI(L) sono state ritirate dal servizio sia dalla marina americana che da quella inglese nel 1946, e, messe in riserva, vendute, demolite o usate come bersaglio. 
Alcune LCI(L) sono state trasferite alle marine di Argentina (15), Cile (6), Repubblica di Cina (13), Francia (14), Indonesia (7), Israele (2), Corea del Sud (1), Thailandia (2), Repubblica Dominicana (3) e Filippine (3), in base al Mutual Defense Assistance Program.
Le LCI ricevute dalla Marine nationale française furono usate nella Guerra d'Indocina; la maggior parte di queste unità furono maggiormente armate e vennero adoperate come cannoniere nei fiumi della regione.